# Papir Harris 500
El papir Harris 500 és un document de l'antic Egipte, que recull diversos textos literaris, entre els quals es troben els poemes d'amor egipcis més antics. Es conserva al British Museum de Londres amb el número 10060.
El papir era part de la col·lecció d'Anthony Charles Harris (1790-1869) que va ser adquirida després de la seva mort pel Museu Britànic. Segons els informes, el papir estava intacte quan va ser descobert però va resultar danyat per una explosió que va destruir l'edifici on es guardava a Alexandria. Existien rumors que Harris havia realitzat una còpia, però mai ha estat trobada. Va ser transcrit i traduït per primera vegada per Gaston Maspero l'any 1883.

## Descripció
És un papir de principis de la dinastia XIX (durant el regnat de Seti I o Ramsès II) que es troba molt deteriorat. Els poemes tenen molts defectes, com a llacunes i errors comesos pels escribes.
Mesura 143,5 × 20,3 cm i està escrit en hieràtic per les dues cares. Ambdues parts estan dividides en vuit columnes.

### Anvers
Conté tres seccions amb poemes d'amor.
Primer grup
Es tracta de vuit poesies sense il·lació entre elles. Quatre d'ells estan posades en boca d'una noia (1, 2, 4 i 8), i la resta en la d'un home (3, 5, 6 i 7). El títol original d'aquest grup no es conserva, però Siegfried Schott els col·loca junts sota el títol modern Poder de l'amor.
Segon grup
Té vuit poesies amb una introducció comuna i la mateixa temàtica, encara que també independents. El seu títol és Principi dels cants amens per a l'amant, tan triat entre el seu cor, quan ve des dels camps oberts, també estan en paraules d'una jove. També figura el Cant de l'arpista, encara que no és una cançó d'amor.
Tercer grup
Té tres poemes que comencen amb el nom d'una flor. Els dos primers estan complets, però de l'últim només n'hi ha fragments.

### Revers
Conté dos contes: la presa de Yapu i la Història del príncep predestinat.
La primera ocupa les tres primeres columnes i narra la captura de la ciutat de Yapu (avui Jaffa) pel general Djehuti durant el regnat de Tuthmosis III.
La segona història està inclosa en les columnes 4 a 8. Tracta sobre un príncep, fill únic del faraó, a qui es profetitza una mort estranya. Està incomplet, s'ha perdut el final.